# آستین (مینه‌سوتا)
آستین (به انگلیسی: Austin) شهری در ایالت مینه‌سوتا، ایالات متحده آمریکا است. در سرشماری سال ۲۰۰۰، جمعیت این شهر ۲۳،۳۱۴ نفر اعلام شد.